# Bombardarea orașului Livorno în Al Doilea Război Mondial

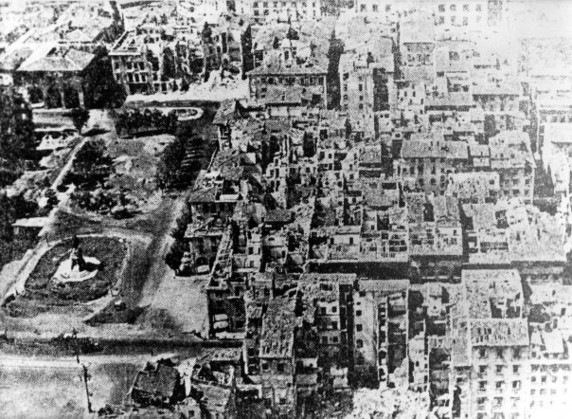
Distrugeri în Livorno în timpul celui de-Al Doilea Război Mondial

În timpul celui de-Al Doilea Război Mondial, orașul portuar Livorno din Toscana a fost bombardat în repetate rânduri de forțele aeriene aliate, suferind aproximativ o sută de raiduri în total, ceea ce a dus la transformarea sa într-unul dintre cele mai afectate orașe de război din Italia.

## Context
Livorno, principalul port al Toscanei, a fost considerat de Aliați ca având o importanță strategică datorită facilităților portuare (portul Livorno fiind unul dintre principalele porturi de pe coasta Tireniană italiană, la nord de Roma), stațiilor sale de triaj, șantierului naval⁠(d) (care construia distrugătoare și corvete pentru Marina Italiană), rafinăriei de petrol și altor fabrici implicate în producția de război, precum fabrica de torpile Motofides.

## Raiduri aeriene
Primul raid aerian asupra orașului Livorno a avut loc la ora 2:30 pe 16 iunie 1940, la șase zile de la intrarea Italiei în război, când câțiva bombardieri medii francezi Amiot 143⁠(d) au aruncat câteva bombe în cartierul Venezia Nuova, provocând daune ușoare. Un alt raid minor al Armée de l'Air a avut loc cu două zile înainte de armistițiul de la Villa Incisa, la ora 4:45 pe 22 iunie, când câteva aeronave navale au lovit și au avariat grav un hotel și o complex turistic de plajă. Acest raid a fost de asemenea notabil deoarece aeronavele franceze care se apropiau au fost detectate de un prototip de radar italian.
După capitularea Franței, Livorno s-a bucurat de o perioadă de calm relativ până pe 9 februarie 1941, când optsprezece avioane Fairey Swordfish⁠(d) ale Fleet Air Arm⁠(d), decolate de pe portavionul HMS Ark Royal⁠(d) în timpul operațiunii Grog, au bombardat rafinăria de petrol ANIC.
Restul anului 1941, 1942 și începutul anului 1943 au trecut fără incidente, deoarece Livorno se afla în afara razei de acțiune atât a avioanelor RAF Bomber Command, care atacau din Anglia orașele din nord-vestul Italiei, cât și a bombardierilor RAF bazați în Malta, care atacau orașele din Italia de Sud. Situația s-a schimbat odată cu cucerirea Africii de Nord Franceze de către Aliați și sfârșitul campaniei din Tunisia; bombardierele USAAF⁠(d), decolând de pe aerodromurile din Tunisia, puteau acum să lovească și Livorno.

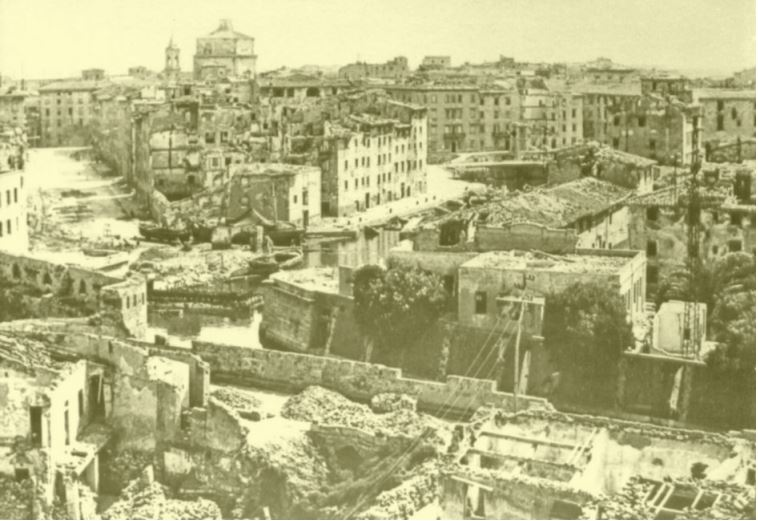
Pagube cauzate de raidurile aeriene din cartierul Venezia Nuova

Primul raid asupra orașului Livorno efectuat de USAAF a avut loc pe 28 mai 1943, când o sută de bombardiere Boeing B-17 Flying Fortress din cadrul celei de-a 12-a Forțe Aeriene au decolat din bazele din Africa de Nord și au atacat portul, rafinăria de petrol și șantierul feroviar. Obiectivele au fost lovite (gara maritimă a fost distrusă), dar o mare parte din bombe (aproximativ 180 de tone) au căzut asupra orașului, provocând daune pe scară largă, în special în centrul orașului și în cartierul Venezia Nuova; 170 de clădiri au fost distruse, inclusiv catedrala, sinagoga, hala pieței și teatrele Verdi și Rossini, 300 au fost grav avariate și 1.300 ușor avariate, cu moartea a 249 de civili (alte surse susțin că decesele au fost de aproximativ trei sute, cu o mie de răniți). O bombă a lovit Villa Baciocchi, folosită ca orfelinat pentru fetițe, ucigând patruzeci de fetițe și călugărițe; zeci de oameni au murit când adăposturile antiaeriene improvizate create în subsolurile Asociației de Canotaj Livorneze au fost lovite și s-au prăbușit. Mai multe nave au fost scufundate în port, printre care torpiloarele Angelo Bassini⁠(en)[traduceți] și Antares⁠(en)[traduceți], corveta FR 52, vaporul Tiziano și crucișătorul auxiliar Caralis, care era încărcat cu muniție și a explodat, provocând daune suplimentare portului și altor nave. Aproximativ 20.000 de oameni au părăsit orașul în zilele următoare; orașul Rosignano, de exemplu, a fost invadat de 8.000 de refugiați într-o singură zi, obligând autoritățile locale să recupereze școlile și toate clădirile libere pentru a-i adăposti.
Un al doilea raid identic, efectuat de 97 de bombardiere B-17 din cadrul celei de-a 12-a Forțe Aeriene, care a vizat aceleași obiective, a avut loc exact o lună mai târziu și a avut rezultate identice; aproximativ 250 de tone de bombe au fost aruncate, lovind atât obiectivele (zona industrială și gara centrală au fost grav avariate), cât și orașul, provocând distrugeri pe scară largă și ucigând alți 252 de oameni. Optzeci și șase de oameni au murit într-un adăpost antiaerian, lovit de o bombă. Vechiul crucișător ușor Bari⁠(d) a fost scufundat în port. Aceste două raiduri au fost cele mai devastatoare atacuri suferite de Livorno pe parcursul întregului război.
Pe 24 iulie 1943, treizeci și trei de bombardiere RAF, în timpul unei misiuni de bombardament-navetă din Regatul Unit în Algeria, au aruncat 83 de tone de bombe asupra centralei electrice din Livorno, dar bombele au căzut asupra orașului, în special în cartierul San Marco, distrugând 165 de clădiri, provocând daune grave altor 550 și ucigând 44 de oameni. Acest raid a avariat și Academia Navală Italiană, determinând relocarea acesteia la Veneția, în afara razei de acțiune a bombardierilor aliați.
Proclamarea Armistițiului de la Cassibile, la 8 septembrie 1943, a fost urmată două zile mai târziu de ocupația germană. Pe 21 septembrie, treizeci și două de bombardiere ale celei de-a 12-a Forțe Aeriene au bombardat portul, provocând daune grave facilităților sale, iar în noaptea de 24 septembrie acest atac a fost repetat de optzeci de bombardiere ale Forțelor Aeriene Regale. Pe 30 octombrie, comanda germană a declarat cea mai mare parte a orașului (centrul istoric, zona industrială, zona din jurul Academiei Navale și alte părți ale orașului) „Zonă Neagră” și a ordonat evacuarea sa; locuitorilor li s-au dat zece zile să plece cu bunurile lor. După expirarea acestui termen, intrușii urmau să fie împușcați pe loc. De asemenea, persoanelor care locuiau în afara „Zonei Negre” li s-a recomandat să plece, iar majoritatea au făcut-o, lăsând orașul aproape pustiu. Autoritatea municipală, al cărei sediu (Palazzo Comunale) fusese grav avariat, a fost mutată în frazione de deal Montenero.
Au avut loc raiduri ulterioare, care au vizat portul, pe 24, 25, 29 și 30 martie 1944 și 1 aprilie 1944, toate de către USAAF; pe 2 aprilie, treisprezece bombardiere RAF au atacat din nou portul, în timp ce pe 14 aprilie USAAF a bombardat șantierul feroviar, urmat în acea noapte de 24 de bombardiere RAF care au atacat portul. Pe 15 aprilie 1944, bombardierele americane au atacat șantierul feroviar, iar în ziua următoare cinci bombardiere RAF au bombardat portul; pe 19 aprilie, douăzeci și trei de bombardiere britanice au atacat portul, iar 24 de bombardiere RAF au făcut același lucru pe 23 aprilie. Au avut loc mai multe raiduri pe 29 aprilie (22 de bombardiere RAF), 30 aprilie (șase bombardiere RAF), 1 mai (șase bombardiere RAF, care au vizat șantierul feroviar), 2 mai (douăsprezece bombardiere RAF), 9 mai (opt bombardiere RAF), 19 mai (USAAF, care a vizat portul), 7, 13 și 21 iunie (toate de către USAAF, împotriva portului). Cele mai grele raiduri din 1944 au fost cele care au avut loc pe 19 mai și 7 iunie, lovind din nou centrul orașului și distrugând „Zona Neagră”; nu au existat victime datorită evacuării cu câteva luni înainte.

## Urmări
Pe 19 iulie 1944, Livorno a fost eliberat de Armata a cincea americană și de partizanii italieni; ei au găsit, în cuvintele istoricului James Holland, „un oraș fantomă, zăcând în ruine, pulverizat de bombardamentele aliate”. Înainte de a părăsi orașul, inginerii germani au aruncat în aer facilitățile portuare supraviețuitoare, stațiunile de pe plajă, Farul și mai multe poduri și clădiri, adăugând distrugeri la cele cauzate de raidurile aeriene. Pe 29 iulie, câțiva bombardieri Luftwaffe au efectuat un singur raid asupra orașului Livorno, provocând daune minore. În total, Livorno a suferit cincizeci și șase de raiduri aeriene.
După eliberare, autoritățile locale au efectuat un studiu care a relevat că 15,78% din toate clădirile din Livorno fuseseră distruse, 14,94% fuseseră grav avariate, 26,14% fuseseră ușor avariate, iar 43,14% scăpaseră de daune. În centrul orașului, doar 8,38% din toate clădirile scăpaseră de daune; 33,38% fuseseră complet distruse, 27,94% grav avariate și 28,30% moderat sau ușor avariate. Peste 30.000 de oameni au rămas fără adăpost.
Estimările privind decesele în rândul populației civile variază între 700 și 1.300.

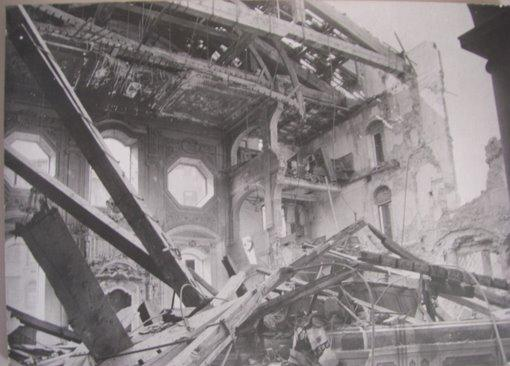
Ruinele Sinagogii Vechi după un raid

Patrimoniul cultural a suferit daune considerabile. Catedrala Sfântului Francisc de Assisi a fost distrusă, dar reconstruită după război; bisericile vechi Santa Barbara și San Gregorio Illuminatore (folosite de comunitatea armeană din Livorno) au fost distruse și nu au fost niciodată reconstruite, în timp ce biserica greacă Santissima Annunziata și istoricele Palazzo Comunale și Palazzo Granducale au fost de asemenea în mare parte distruse, dar au fost restaurate după război. Atâtt Fortezza Vecchia, cât și Fortezza Nuova au fost grav avariate; majoritatea palatelor istorice situate de-a lungul Via Grande, decumanul⁠(d) din Livorno, au fost grav avariate sau distruse, iar Dogana d'acqua (vămile portuare) din secolul al XIX-lea a fost redusă la ruine. Trei dintre cele patru teatre majore ale orașului, construite între secolele al XVIII-lea și al XIX-lea, au fost distruse sau grav avariate și nu au fost niciodată reconstruite. Vechea Sinagogă, a doua cea mai mare sinagogă din Europa, a fost parțial distrusă și nu a fost niciodată reconstruită, fiind înlocuită cu o sinagogă nouă după război. Cartierul Venezia Nuova, construit între secolele al XVII-lea și al XVIII-lea, a fost în mare parte distrus, dar multe dintre palatele sale istorice au fost reparate sau reconstruite după război. Și vechiul cimitir englezesc a suferit daune grave.

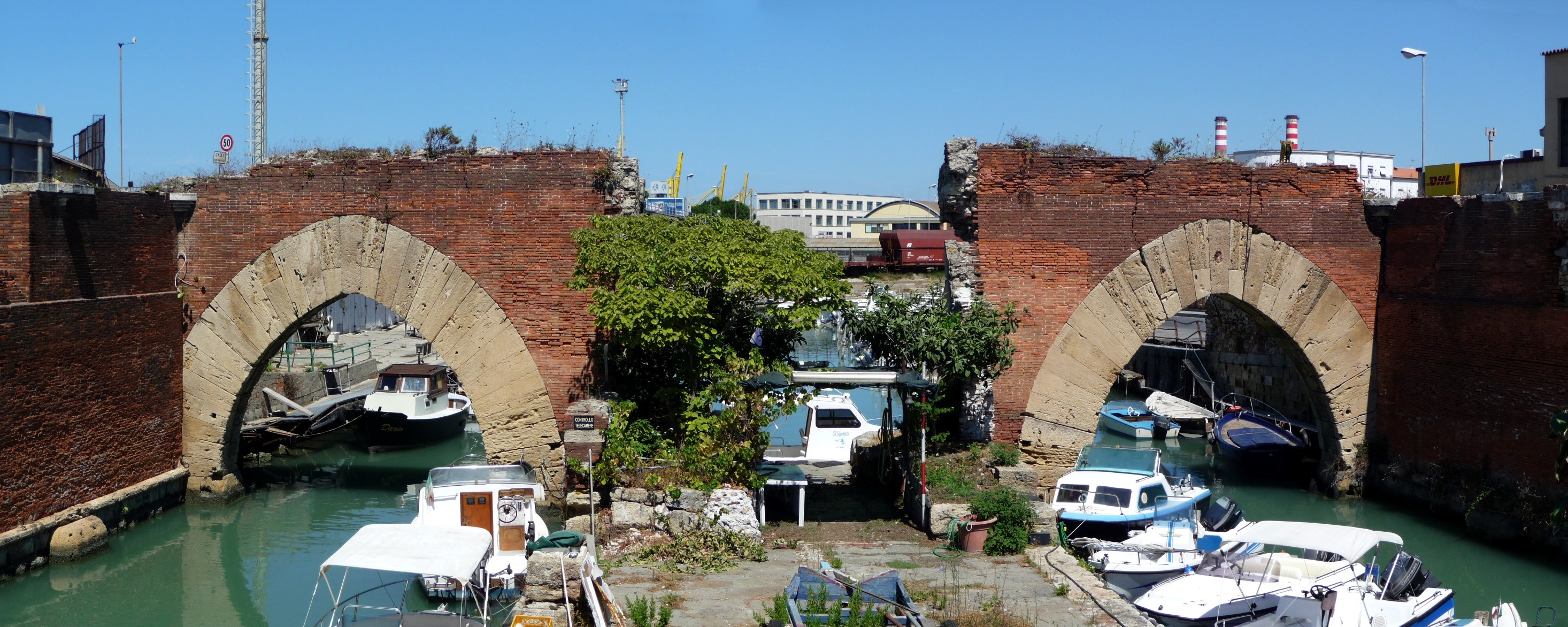
Rămășițele actuale ale Dogana d'acqua

Industriile orașului au suferit daune grave; cea mai mare parte a zonei industriale Livorno a fost distrusă de raidurile aeriene, toate fabricile majore – SPICA⁠(d), Richard Ginori⁠(d), Motofides, Cementeria Italiana (fabrica de ciment), Società Metallurgica Italiana (siderurgie), Manifatture Riunite (fabrica de bumbac), ANIC⁠(d) (rafinărie de petrol) – fiind distruse sau grav avariate, lăsând mii de muncitori fără loc de muncă. Facilitățile portuare și șantierul naval au fost distruse, nu numai de raidurile aeriene, ci și de germanii în retragere, care au distrus cu explozibil orice parte care supraviețuise raidurilor pentru a împiedica utilizarea sa de către Aliați. Peste 130 de nave de toate tipurile și dimensiunile, o parte dintre ele scufundate de raidurile aeriene și o parte scufundate ca nave-bloc⁠(d) de germani, au acoperit portul (care a fost și minat) și i-au blocat intrările.

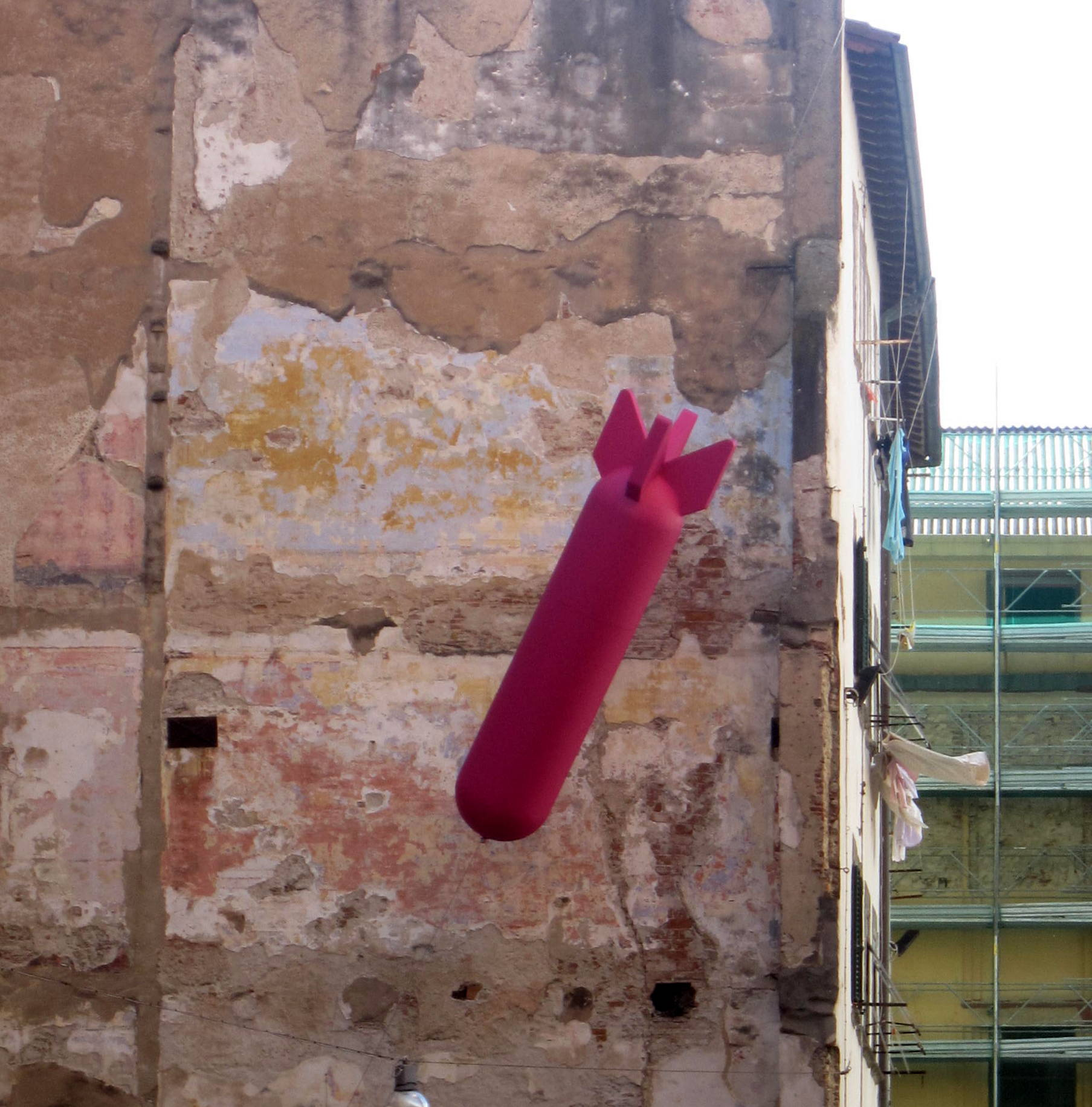
Instalație de artă comemorativă a 70-a aniversare a bombardamentului din mai 1943 de la Livorno, lângă o clădire avariată de bombă, în 2013

La 18 octombrie 1944, la trei luni de la eliberare, consiliul local a înființat un comitet pentru reconstrucția orașului. Serviciul poștal a reluat activitatea la 18 decembrie; în ianuarie 1945, Spedali Riuniti, principalul spital din Livorno, a început să funcționeze din nou. Între 1945 și 1949 s-au înființat peste șaptezeci de cooperative, având sarcina de a degaja dărâmăturile, de a dărâma clădirile iremediabil avariate, de a repara clădirile reparabile și de a construi altele noi.

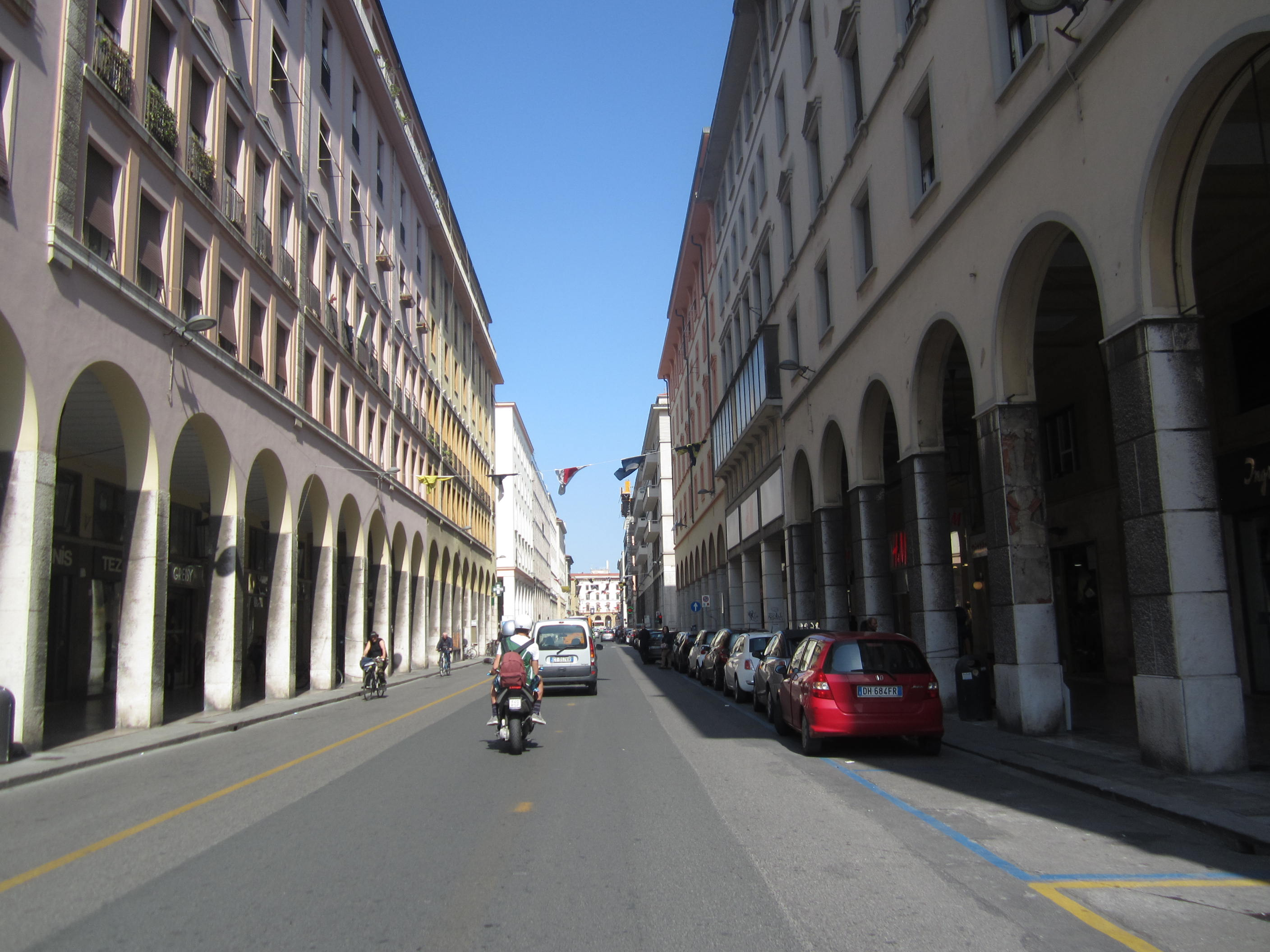
Via Grande după reconstruire